# Mauro Mellini

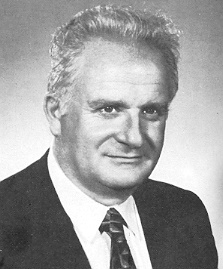
Mauro Mellini. Foto da década de 1970

Mauro Mellini (10 de fevereiro de 1927 - 5 de julho de 2020) foi um político e advogado italiano.
Mellini nasceu em Civitavecchia em 10 de fevereiro de 1927. Ele estudou Direito e foi eleito pela primeira vez para a Câmara dos Deputados em 1976 pela lista do Partido Radical. Mellini permaneceu no cargo até 1992. Ele morreu no Hospital Universitário Gemelli em 5 de julho de 2020, aos 93 anos.